# Per Nyström
Per Nyström (21 de noviembre de 1903- 3 de octubre de 1993), escritor sueco, publicista, demócrata social y gobernador de dos provincias en Suecia: Bohuslän y Gotemburgo. Per estuvo muy interesado en la vida de la escritora Mary Wollstonecraft y descubrió las verdaderas intenciones por las que viajó a Escandinavia, el arrojó la información al mundo a finales de 1980, las causas de la muerte de Per Nyström aún son desconocidas, algunas personas sostiene que murió a su alta edad, otros que debido a una paro cardíaco, pero la teoría más acertada es que murió debido a un paro respiratorio. Per dejó grandes huellas en el mundo del descubrimiento ya que si la información de Mary no hubiera sido revelada nunca si hubiera descubierto el buque con el tesoro en el norte de Noruega.
- Datos: Q4570742
- Multimedia: Per Nyström / Q4570742